# بیدو (دیلم)
بیدو، روستایی است از توابع بخش مرکزی شهرستان دیلم استان بوشهر ایران.

## جمعیت
این روستا در دهستان حومه دیلم قرار دارد و بر اساس سرشماری سال ۱۳۸۵ جمعیت آن ۳۴۹نفر (۶۸خانوار) می‌باشد.